# Kismogyorós (Munkácsi járás)
Kismogyorós (ukránul: Микулівці) falu Ukrajnában, Kárpátalján, a Munkácsi járásban.

## Fekvése
Munkácstól északnyugatra, Bereghalmostól keletre fekvő település.

## Története
A trianoni békeszerződés előtt Bereg vármegye Latorczai járásához tartozott.
1910-ben 360 lakosából 11 magyar, 20 német, 322 ruszin volt. Ebből 7 római katolikus, 339 görögkatolikus, 14 izraelita volt.